# إدموند غوين
إدموند غوين (بالإنجليزية: Edmund Gwenn)‏، ممثل إنجليزي ولد في 26 سبتمبر 1877 وتوفي في 6 سبتمبر 1959. عُرف بأداءه دور كريس كرينغل في فيلم معجزة في شارع 34 (1947)، والذي فاز بسببه بجائزة الأوسكار لأفضل ممثل مساعد وكذلك على جائزة غولدن غلوب لأفضل ممثل مساعد. حصل على جائزة غولدن جلوب للمرة الثانية وترشيح لأوسكار عن الفيلم الكوميدي السيد 880 (1950).
عمل ممثلا مسرحيا في وست اند وبرودواي، وكان مقترنا بمجموعة واسعة من الأعمال من قبل الكتاب المسرحيين الحديثين ومن بينهم: برنارد شو، جون غلزورثي وجيه.بي بريستلي. بعد الحرب العالمية الثانية عاش بقية حياته في الولايات المتحدة الأمريكية حيث كانت له مسيرة ناجحة في كل من هوليوود وبرودواي.

## روابط خارجية
- إدموند غوين على موقع IMDb (الإنجليزية)
- إدموند غوين على موقع الموسوعة البريطانية (الإنجليزية)
- إدموند غوين على موقع روتن توميتوز (الإنجليزية)
- إدموند غوين على موقع ألو سيني (الفرنسية)
- إدموند غوين على موقع تيرنر كلاسيك موفيز (الإنجليزية)
- إدموند غوين على موقع أول موفي (الإنجليزية)
- إدموند غوين على موقع قاعدة بيانات برودواي على الإنترنت (الإنجليزية)
- إدموند غوين على موقع قاعدة بيانات الأفلام السويدية (السويدية)
- إدموند غوين على موقع إن إن دي بي (الإنجليزية)
- إدموند غوين على موقع قاعدة بيانات الفيلم (الإنجليزية)